# Grand Prix d'Ouverture La Marseillaise 2000
Il Grand Prix d'Ouverture La Marseillaise 2000, ventunesima edizione della corsa e valido come evento del circuito UCI categoria 1.4, si svolse il 1º febbraio 2000 su un percorso di 135,5 km, con arrivo a La Seyne-sur-Mer, in Francia. La vittoria fu appannaggio del francese Emmanuel Magnien, che completò il percorso in 3h24'33", alla media di 39,746 km/h, precedendo l'estone Lauri Aus ed il connazionale Christophe Bassons.
Sul traguardo di La Seyne-sur-Mer 82 ciclisti portarono a termine la competizione.

## Ordine d'arrivo (Top 10)
| Pos. | Corridore          | Squadra            | Tempo    |
| ---- | ------------------ | ------------------ | -------- |
| 1    | Emmanuel Magnien   | Française des Jeux | 3h24'33" |
| 2    | Lauri Aus          | AG2R Prévoyance    | s.t.     |
| 3    | Christophe Bassons | Jean Delatour      | s.t.     |
| 4    | Kurt Van Lancker   | Lotto-Adecco       | a 3"     |
| 5    | Fabrizio Guidi     | Française des Jeux | a 56"    |
| 6    | Sébastien Hinault  | Crédit Agricole    | s.t.     |
| 7    | Nico Mattan        | Cofidis            | s.t.     |
| 8    | Lars Michaelsen    | Française des Jeux | s.t.     |
| 9    | Christophe Moreau  | Festina            | s.t.     |
| 10   | Dmitrij Fofonov    | Besson Chaussures  | s.t.     |